# Ducado de Carniola
El ducado de Carniola (en esloveno: Vojvodina Kranjska; en alemán: Herzogtum Krain) fue una unidad administrativa del Sacro Imperio Romano Germánico y de la Monarquía de los Habsburgo desde 1364 hasta 1918. Su capital era Liubliana. El ducado tenía una superficie de 9990 km² (kilómetros cuadrados) y una población de 510 000 habitantes.

## Historia
Al morir el duque Enrique de Carintia en 1335 sin heredero en línea masculina, su hija Margarita solo pudo conservar el condado del Tirol, mientras que el emperador Luis IV de Baviera traspasó el ducado de Carintia junto con la marca de Carniola al duque austriaco Alberto II de Habsburgo. Su hijo Rodolfo IV se proporcionó a sí mismo el título de "duque de Carniola" en 1364. Después de su muerte como resultado de las luchas entre sus hermanos menores Alberto III y Leopoldo III, por el tratado de Neuberg de 1379, Carniola formó parte de Austria Interior gobernada desde Graz por Leopoldo, antecesor de la línea de los Habsburgo de Leopoldo. En 1457 los territorios de Austria Interior fueron reunidos con el Archiducado de Austria bajo el gobierno del emperador Federico III de Habsburgo. Cuando en 1564 murió Fernando I, descendiente de Federico, Carniola fue separada nuevamente de los territorios de Austria Interior bajo el gobierno del hijo de Fernando, el archiduque Carlos II. En 1619 el hijo de Carlos II, el emperador Fernando II de Habsburgo, heredó todas las tierras de la dinastía y desde entonces el ducado se convirtió en parte constituyente de la Monarquía de los Habsburgo.

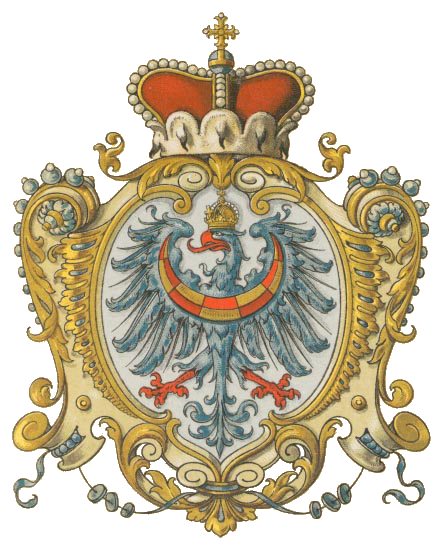
Escudo de armas de Carniola.

Napoleón constituyó durante breve tiempo, tras el tratado de Schönbrunn, las provincias Ilirias al reunir los territorios de Carniola, Carintia, Croacia, Gorizia y Gradisca y Trieste. El Congreso de Viena de 1815 restituyó las Provincias Ilirias al Imperio austríaco. Carniola entonces formó la parte central del territorio de las Habsburgo del reino de Iliria, cuya capital era también Liubliana. Sus fronteras limitaban al norte con el Ducado de Carintia, con el Ducado de Estiria al noreste, el reino de Croacia-Eslavonia al sur y sureste, y con el condado de Gorizia y Gradisca e Istria al oeste.
Tras la abolición del reino de Iliria en 1849, el ducado de Carniola fue constituido por rescripto de 20 de diciembre de 1860, y por patente imperial de 26 de febrero de 1861, modificado por la legislación de 21 de diciembre de 1867, concediendo el poder al parlamento local para promulgar todas las leyes no reservadas a la Dieta imperial, en la que era representada por once delegados, de los cuales dos eran elegidos por los terratenientes, tres por las ciudades, pueblos y juntas comerciales e industriales, cinco por los pueblos comunales y uno por la curia mediante voto secreto. La cámara legislativa consistía en una sola cámara de treinta y siete miembros, entre los cuales el príncipe-obispo se sentaba de oficio. El emperador convocaba la cámara legislativa y era presidida por el gobernador. Los terratenientes elegían diez miembros; las ciudades y pueblos, ocho; las juntas comerciales e industriales, dos; los pueblos comunales, dieciséis. Las competencias de la cámara estaban restringidas a la legislación sobre agricultura, instituciones públicas y caritativas, administración de los municipios, asuntos de la iglesia y educación, transporte y albergue de soldados durante maniobras o en tiempo de guerra, y otras materias locales.
En 1918, el ducado fue abolido y sus territorios pasaron a formar parte del recién formado Estado de los Eslovenos, Croatas y Serbios y subsecuentemente parte del reino de los Serbios, Croatas y Eslovenos (a partir de 1929 llamado reino de Yugoslavia). La parte occidental del ducado, con las localidades de Postoina, Ilirska Bistrica, Idrija, Vipava y Šturje, fue anexada por el Italia en 1920, pero posteriormente cedida a Yugoslavia en 1945.

## Divisiones administrativas
Carniola estuvo tradicionalmente dividida en tres subregiones: Alta Carniola (en esloveno: Gorenjska, en alemán: Oberkrain), Baja Carniola (en esloveno: Dolenjska, en alemán: Unterkrain) y Carniola Interior (en esloveno: Notranjska, en alemán: Innerkrain). Hasta 1860, estas subregiones coincidieron con los distritos (Kreise) de Liubliana, Novo Mesto y Postoina. Después fueron divididas en unidades menores llamadas distritos políticos (o administrativos). Entre 1861 y 1918, Carniola estuvo dividida en once distritos consistentes en 359 municipios, con la capital provincial sirviendo de residencia del gobernador (Landeshauptmann). Los distritos eran: Kamnik, Kranj, Radovljica, el área de Liubliana, Logatec, Postoina, Litija, Krško, Novo Mesto, Črnomelj y Kočevje. Los distritos políticos estaban a su vez divididos en 31 partidos judiciales.

## Duques de Carniola
- Rodolfo (1364-1365), también Duque de Austria desde 1358, sucedido por sus hermanos
  - Alberto (1365-1379), conjuntamente con
  - Leopoldo (1365-1386), progenitor de la línea de Leopoldo de los Habsburgo, único duque de Austria Interior después del tratado de Neuberg de 1379
- Guillermo (1386-1406), hijo de Leopoldo, sucedido por su hermano
  - Ernesto de Hierro (1406-1424), Archiduque desde 1414
- Federico (1424-1493), hijo de Ernesto, Rey de Romanos desde 1440 y Emperador del Sacro Imperio desde 1452, también archiduque de Austria desde 1457
- Maximiliano I (1493-1519), hijo, también archiduque de Austria, emperador del Sacro Imperio desde 1508
- Carlos I (1519-1521), nieto, también archiduque de Austria, elegido emperador en 1520, sucedido por su hermano
  - Fernando I de Habsburgo (1521-1564), también archiduque de Austria, Rey de Romanos desde 1531, emperador del Sacro Imperio desde 1558
- Carlos II (1564-1590), hijo de Fernando, Archiduque de Austria Interior tras la segunda partición de las tierras de los Habsburgo
- Fernando II (1590-1637), hijo, también archiduque de Austria y emperador del Sacro Imperio desde 1619.